# White Noise (Sachbuch)
White Noise mit dem Untertitel Rechts-Rock, Skinhead-Musik, Blood & Honour – Einblicke in die internationale Neonazi-Musik-Szene ist ein Sachbuch über die rechtsextreme Musikszene. Der Band erschien zunächst 1998 in englischer Sprache unter dem Titel White Noise: Inside the International Nazi Skinhead Scene und ist ein Gemeinschaftsprojekt von Searchlight, dem Antifaschistischen Infoblatt und Enough is Enough. Die deutsche Version, die um zwei Aufsätze und ein Vorwort ergänzt wurde, erschien 2000 in der Edition reihe antifaschistischer texte (rat) des Unrast Verlages. Die zweite Auflage erschien im selben Jahr, eine überarbeitete Neuauflage folgte 2001.

## Inhalt
Die einzelnen Beiträge thematisieren die internationale Rechtsrock-Bewegung und versuchen einen umfassenden Überblick über die Musikszene einzelner Länder sowie ihrer internationaler Verflechtungen zu geben. Der Fokus wird dabei auf die Länder Großbritannien, Deutschland, Schweden, Polen und die Vereinigten Staaten gelegt.
Ursprünglich erschien White Noise 1998 im englischsprachigen Raum unter dem Untertitel Inside the International Nazi Skinhead Scene. Es handelte sich dabei um ein 96-seitiges Paperback mit einem Vorwort von Glyn Ford sowie Beiträgen zur rechtsextremen Musikszene in Großbritannien von Steve Silver und Nick Lowles, den Vereinigten Staaten von Leonard Zeskind, Schweden von Stieg Larsson sowie Rafal Pankowski über Neonazimusik in Polen. Die deutsche Ausgabe wurde um Beiträge von Michael Weiss über Rechtsrock in Deutschland und Stefan Jacoby über Neonazis im Internet sowie um ein Vorwort ergänzt. Diese finden sich nicht in der internationalen Fassung. Zudem verzichtete die deutsche Ausgabe bei den Übersetzungen der englischsprachigen Artikel auf die Etikettierung als Nazi und änderte diesen Begriff in Neonazi um.
2004 erschien eine erweiterte Auflage, die einen zusätzlichen Artikel über die Blood-and-Honour-Bewegung nach ihrem Verbot in Deutschland 2000 beinhaltete. In dem Artikel wird dargelegt, dass die Organisation, entgegen den Aussagen der Bundesregierung, weiterhin aktiv sei. Die älteren Artikel wurden dagegen kaum aktualisiert.

## Hintergrund
Die Bezeichnung „White Noise“ nimmt Bezug auf eine englische Neo-Nazi-Musik-Zeitschrift, die 1986 im Umfeld der National Front entstand. Diese war die Vorgängerpublikation der Zeitschrift Blood and Honor.
Die Publikation stieß bereits vor Erscheinen auf Widerstand aus der angesprochenen Musikszene. Per einstweiliger Verfügung versuchte Ulrich Großmann, Betreiber des in Coburg ansässigen Versandes und Labels Dim Records, die Auslieferung des Buches zu verhindern. Hintergrund war, dass Dim Records in dem Buch die Nähe zum Blood-and-Honour-Netzwerk unterstellt wurde. Die Richter des Landgerichts Münster lehnten die Verfügung jedoch ab, da Großmann zu dieser Zeit Poster des Blood-and-Honour-Gründers Ian Stuart Donaldson (Skrewdriver) im Angebot hatte und einräumen musste, 3,5 % seines Gesamtumsatzes mit Produkten aus dem Blood-and-Honour-Umfeld zu erwirtschaften. Vertreten wurde Großmann durch den Szeneanwalt Klaus Kunze.

## Rezeption
Im deutschsprachigen Raum bot diese Publikation den ersten umfassenden Einblick in die Szene des Rechtsrocks, der Skinhead-Musik und dem Neonazi-Musik-Netzwerk Blood & Honour. Die Neue Zürcher Zeitung bezeichnete die Publikation als ein „Schritt in die richtige Richtung“ in der Auseinandersetzung mit der rechtsextremen Musikszene. Nach der Veröffentlichung der Publikation wurden auch das Bundeskriminalamt und die Verfassungsschutzbehörden auf die Strukturen der rechtsextremen Musikszene aufmerksam. Zahlreiche Verbote einschlägiger Bands und Netzwerke waren die Folge. In der Anthologie Testcard wurde das Buch positiv rezensiert. So subsumiert Martin Büsser folgendermaßen:

„Die Aufsatzsammlung gehört zum bislang Brauchbarsten in deutscher Sprache, weil sie einen internationalen Überblick über die Verflechtungen rechtsradikaler Musik gibt. […] Das Buch ist selten faktenreich, was zu einer eher trockenen, aber der Sache gemäßen Sprache führt. Seine Ansammlung von Informationen ist enorm und vielleicht gehört es ja auch zu seinem Verdienst zugleich auf überflüssige Dokumentation (z. B. Abdruck von Neonazi-Texten) verzichtet zu haben. Einziger Kritikpunkt: Auch hier beschränkt sich der Blick wieder einmal auf Skinheads, ‚White Noise‘ und ‚Blood and Honour‘ […].“

Mit der Publikation waren Bildungsvorträge verbunden und wurden Seminare angeboten, die vor allem vom argumente.netzwerk antirassistischer bildung e.V. organisiert wurden. 2002 entstanden aus dieser Bildungsarbeit weitere Publikationen, so ein Überblick über rechtsextreme Organisierung speziell in Mecklenburg-Vorpommern.
White Noise gilt heute als Standardwerk in der Auseinandersetzung mit der rechtsextremen Musikszene, wurde jedoch zuletzt 2004 neu aufgelegt. Auch bei dieser überarbeiteten Auflage wurden die Texte nicht angepasst, so dass die meisten Aussagen dem Forschungsstand von 1998 entsprechen. Das Buch wird in einer Vielzahl von Publikationen zitiert, die sich mit der Rechtsrock-Szene befassen.

## Veröffentlichungen
- Nick Lowles/Steve Silver: White Noise: Inside the International Nazi Skinhead Scene. Searchlight Magazine 1998. ISBN 978-0-95220-383-4
- Searchlight, Antifaschistisches Infoblatt, Enough is Enough, rat (Hrsg.): White Noise. Rechts-Rock, Skinhead-Musik, Blood & Honour – Einblicke in die internationale Neonazi-Musik-Szene. reihe antifaschistischer texte (rat) / Unrast Verlag, Hamburg/Münster 2000, ISBN 978-3-89771-803-6
  - 2. Auflage: 2000. gleiche ISBN
  - Überarbeitete Neuauflage 2001. ISBN 978-3-89771-807-4